# 寶町 (臺南市)
寶町為台灣日治時期台南州台南市之行政區。範圍包括清代舊街名大銃、十八洞。

## 名稱
1916年（大正5年）規劃町名改正時，原擬名「大銃町」，但臺南廳最後改為以「寶町」呈報總督府，同年11月3日公告、1919年（大正8年）4月1日正式實施。
據當時的報紙臺灣日日新報報導，係本島人要求才改名為寶町。

## 町內設施

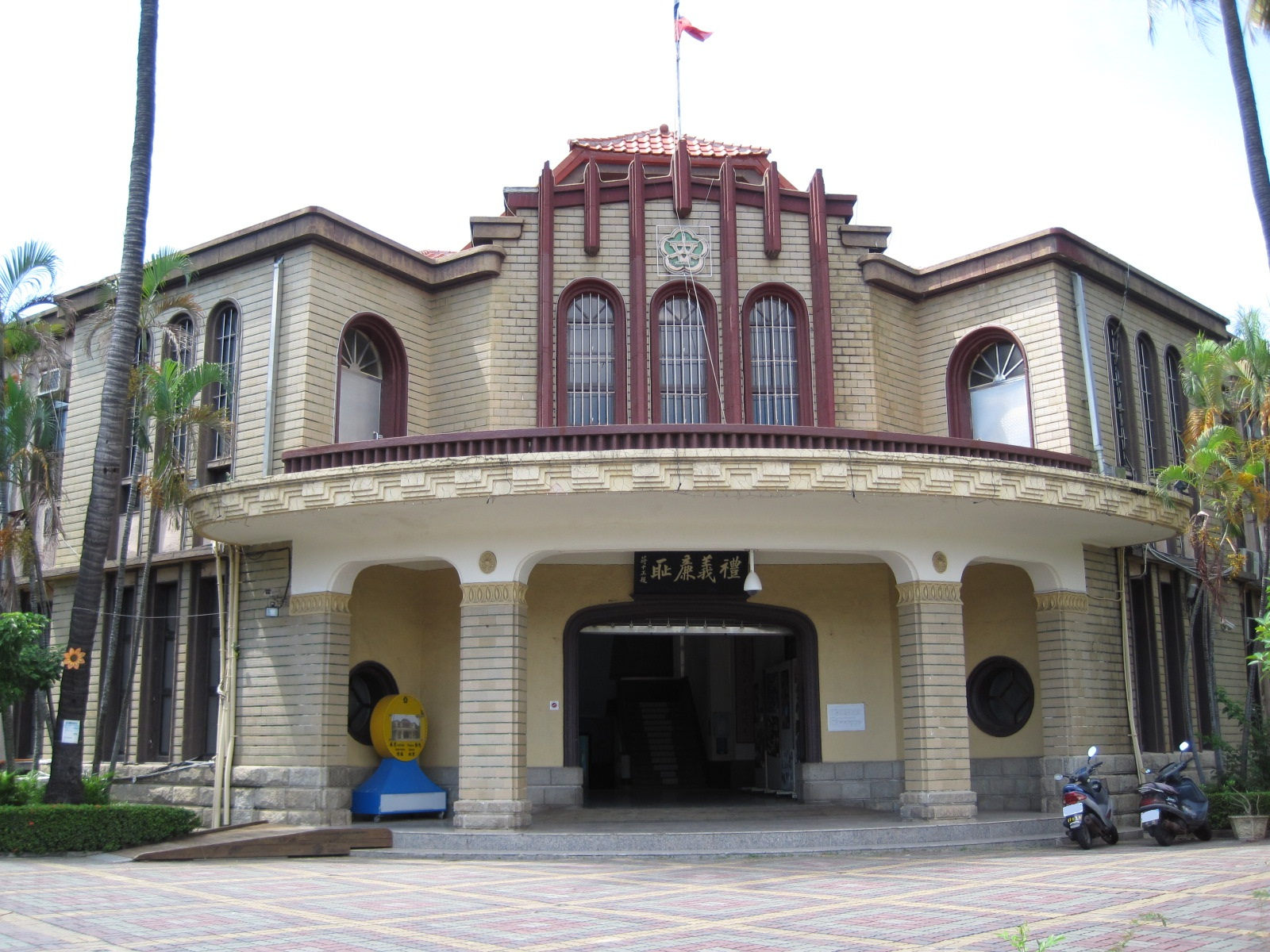
原寶公學校本館。

- 大銃街
- 寶公學校（今立人國民小學）
- 縣城隍廟
- 三山國王廟